# Карбункул (заболевание)
Карбу́нкул (лат. carbunculus — «уголёк», от лат. carbon — «уголь»; старинные русские названия — огневик, углевик) — острое гнойно-некротическое воспаление кожи и подкожной клетчатки вокруг группы волосяных мешочков и сальных желёз, имеющее тенденцию к быстрому распространению.

## Область возникновения
Карбункулы располагаются обычно на задней части шеи, на лице, пояснице, спине, ягодицах.
Развитие карбункула (как и фурункула) начинается чаще всего с воспаления волосяного фолликула, образования пустулы (гнойничка), окаймлённой розовым венчиком.

## Причины
Возникают обычно при загрязнении кожи в местах трения её одеждой, при попадании гноеродных микробов (стафило- и стрептококков). Возникновению и развитию карбункулов способствуют истощение, сахарный диабет, нарушения деятельности желудочно-кишечного тракта, печени и почек, авитаминоз.

## Симптомы
Кожа в месте поражения воспалённая, багрово-синяя; процесс протекает с нагноением. При отторжении омертвевших участков в коже образуется множество воронкообразных отверстий, затем — рана с грязно-серым дном и подрытыми краями. Карбункул сопровождается общей интоксикацией, высокой температурой, в тяжёлых случаях — рвотой, потерей сознания.

## Лечение
Как любой гнойник, карбункул подлежит немедленному хирургическому вскрытию и дренированию гнойной полости. Далее проводится консервативная терапия с применением антибиотиков, дважды в сутки перевязки с санацией полости гнойника, до заживления раны вторичным натяжением. Лечение лучше проводить в стационарном отделении гнойной хирургии.

## Профилактика
Гигиеническое содержание кожи и белья, поддержание иммунитета.